# Bolesław Pylak

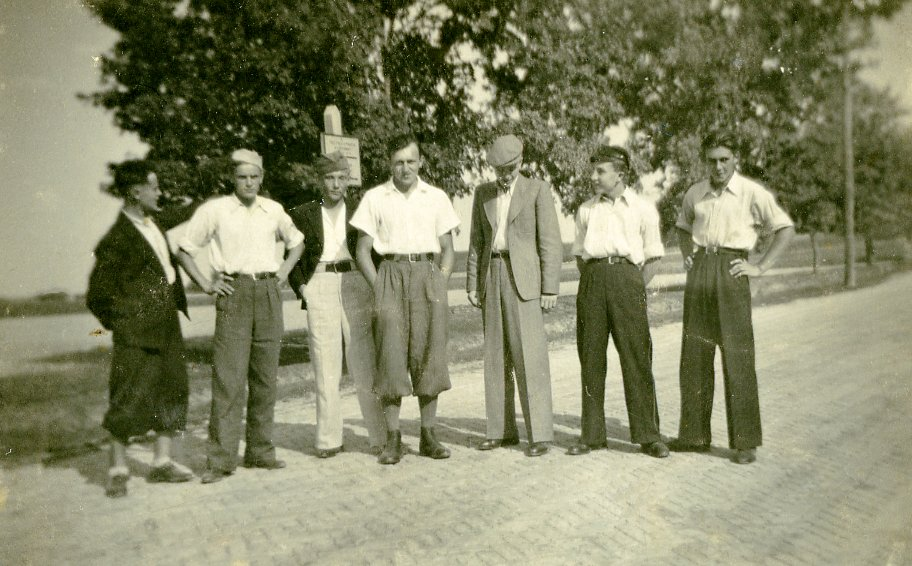
Łopiennik Górny 1944 – eine Gruppe von Partisanen der AK BCh. Von links: Bolesław Pylak, Józef Sieńczyk, N.N., Bohdan Kaczorowski, N.N., Henryk Kurowski, Jan Sieńczyk.

Bolesław Pylak (* 20. August 1921 in Lopiennik Górny, Woiwodschaft Lublin, Polen; † 6. Juni 2019 in Lublin) war ein polnischer Geistlicher, Hochschullehrer und römisch-katholischer Erzbischof von Lublin.

## Leben
1943 trat Bolesław Pylak dem Lubliner Seminar bei, das sich zu dieser Zeit in Krężnica Jara befand. Der Bischof von Lublin, Stefan Wyszyński, spendete ihm am 29. Juni 1948 die Priesterweihe. 1949 begann er ein Studium an der Theologischen Fakultät der Katholischen Universität Lublin, wurde 1953 in Dogmatischer Theologie promoviert und war Assistent am Lehrstuhl für Dogmatische Theologie der Theologischen Fakultät. Er leitete zudem Kurse am Priesterseminar in Lublin. Ab 1959 war er stellvertretender Direktor des Seminars.
1969 habilitierte er sich auf dem Gebiet der dogmatischen Theologie. Nach der Ernennung eines außerordentlichen Professors wurde er Leiter der Abteilung für dogmatische Theologie. Ab 1978 war Pylak außerordentlicher Professor und ab 1988 ordentlicher Professor für Theologie in Lublin. Er war Autor von Büchern und einer Reihe von Dissertationen und Artikeln.
Papst Paul VI. ernannte ihn am 14. März 1966 zum Titularbischof von Midica und zum Weihbischof in Lublin. Die Bischofsweihe spendete ihm der Bischof von Lublin, Piotr Kałwa, am 29. Mai desselben Jahres; Mitkonsekratoren waren Ignacy Tokarczuk, Bischof von Przemyśl, und Jan Mazur, Weihbischof in Lublin. Am 27. Juni 1975 wurde er durch Paul VI. zum Bischof von Lublin ernannt und mit der Erhebung zum Erzbistum wurde er am 25. März 1992 erster Erzbischof von Lublin. Zudem war er von 1975 bis 1997 Großkanzler der Katholischen Universität Lublin.
Am 14. Juni 1997 nahm Papst Johannes Paul II. sein aus Altersgründen vorgebrachtes Rücktrittsgesuch an.
Sein Grab findet er in der Krypta der Johanneskathedrale in Lublin.